# 39 Большой Медведицы
39 Большой Медведицы (лат. 39 Ursae Majoris), HD 92728 — одиночная звезда в созвездии Большой Медведицы на расстоянии приблизительно 412 световых лет (около 126 парсеков) от Солнца. Видимая звёздная величина звезды — +5,78m.

## Характеристики
39 Большой Медведицы — белый гигант спектрального класса A0III. Радиус — около 2,43 солнечных, светимость — около 68,9 солнечных. Эффективная температура — около 10046 К.